# Ajuntament d'Elx
|  | Aquest article tracta sobre l'edifici. Si cerqueu el consell municipal elxà, vegeu «Consell municipal d'Elx». |

L'Ajuntament d'Elx és la seu del consell municipal de la ciutat d'Elx. Junt amb la Llotja, domina la plaça de Baix, situada en ple centre de la ciutat vella.
El nucli original de l'edifici és la Torre del Consell, que es construí entre 1441 i 1444, dirigit pel mestre Beiam. Antany, la torre era integrada en la muralla de la vila, i el seu portal servia de lloc de pas entre la plaça de Baix i el Mercat. El 1548 Sebastià Alcaràs convertí tant la Torre com la Llotja adjunta en un sol palau d'estil renaixentista, amb una sala de consells oberta a l'exterior per dos buits arestats i coronats per una llinda amb decoració escultòrica (una composició semblant a les finestres del Col·legi de Sant Doménec d'Oriola). En aquesta reforma d'Alcaràs també es realitzaren la llotja superior d'arquets de mig punt sobre pilars, a la manera com en aquells moments s'estava fent en altres edificis públics valencians, com la Casa Consistorial d'Alzira o l'Hospital de Xàtiva, i l'escala de caragol a l'interior. L'últim canvi fet fou en 1645 quan es construí l'ala de llevant, així deixant la Torre al centre de l'edifici.

## Descripció
L'ajuntament queda, doncs, dividit entre dos estils: el gòtic de la llotja i de la planta quadrada de la torre; i el renaixentista de la façana. La façana és molt sòbria, i consta només de dues finestres a dreta i esquerra, sobre un portal en forma d'arc més alt que ample. A dalt de tot hi ha una sèrie d'arcs petits que corren de banda a banda de la torre.